# Prins Gabriel af Sverige
Prins Gabriel af Sverige (Gabriel Carl Walther, født 31. august 2017) er en svensk prins og hertug af Dalarna. Han er andet barn og søn af prins Carl Philip og prinsesse Sofia. Han er det sjette barnebarn og fjerde mandelige barnebarn af Carl 16. Gustav af Sverige og dronning Silvia af Sverige. Han er yngre bror til Prins Alexander af Sverige og ældre bror til Prins Julian af Sverige og prinsesse Ines af Sverige.

## Fødsel
Prins Gabriel blev født den 31. august 2017 kl. 11.24 på Danderyd Hospital i Danderyd, Sverige. Prins Carl Phillip var til stede ved sin søns fødsel. Prinsens fulde navn er Gabriel Carl Walther og han er hertug af Dalarna, som blev annonceret af Gabriels bedstefar, kong Carl XVI Gustaf, den 4. september 2017. Te Deum-gudstjenesten fandt sted den 4. september 2017 for at ære og fejre prins Gabriels fødsel.

## Dåb
Den 25. september 2017 blev det annonceret, at dåben af prins Gabriel vil finde sted den 1. december 2017 i det kongelige kapel på Drottningholm Slot.
Prinsens faddere er prinsesse Madeleine, Sofias søster Sara Hellqvist, Carl Philips fætter Thomas de Toledo Summerlath, samt Carl Philip og Sofias venner Oscar Kylberg og Carolina Pihl.

## Titler, ordner og udmærkelser

### Titler
- 31. august 2017 - 6. oktober 2019: Hans kongelige højhed Gabriel, Prins af Sverige, Hertug af Dalarna[7][8]

- 7. oktober 2019 - nu: Prins Gabriel, hertug af Dalarna.[7][8]

### Ordner og dekorationer
- Sverige: Ridder af Serafimerordenen[9] - regnes fra fødslen, modtaget insignier ved dåben.
- Sverige: Ridder af Karl XIIIs orden - regnes fra fødslen.